# Грачевский, Борис Юрьевич
Бори́с Ю́рьевич Граче́вский (18 марта 1949, Раменский район, Московская область — 14 января 2021, Москва) — советский и российский актёр, кинорежиссёр, сценарист и кинопродюсер. Организатор кинопроизводства, художественный руководитель и директор детского киножурнала «Ералаш» (2002—2021). Член Российской академии кинематографических искусств «Ника»; заслуженный деятель искусств РФ (2000), лауреат премии Правительства РФ (2010).

## Биография
Борис Грачевский родился 18 марта 1949 года в Раменском районе Московской области, в доме отдыха «Полушкино», в еврейской семье. Отец — Юрий Максимович Грачевский (1924—1998), уроженец Витебска, участник Великой Отечественной войны, лейтенант, в 1942—1946 годах служил в войсках противовоздушной обороны, после демобилизации работал конферансье и культработником. Мать — Ольга Лазаревна Грачевская (урождённая Жарковская), библиотекарь.
В 6 лет вышел с отцом на сцену, в 10 лет поставил первый танец, в 11 — новогодний утренник.
Окончил Калининградский механический техникум при заводе С. П. Королёва, где получил специальность токаря. Работал токарем, потом техником-конструктором на заводе Королёва.
В 1968 году служил в армии. По словам Грачевского, находясь после тяжёлой травмы головы в состоянии клинической смерти, он пережил опыт пребывания в загробном мире в виде полёта в «светлом туннеле».
После службы в армии устроился на киностудию имени Горького грузчиком. Работал администратором на картинах Александра Роу, Марка Донского, Василия Шукшина.
На киностудии был старшим администратором, заместителем директора съёмочной группы.
В 1969 году поступил на заочное отделение ВГИКа на факультет «Организация кинопроизводства», но учёбу окончил лишь через 23 года.

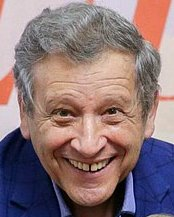
2018 год

В 1974 году по своей инициативе совместно с драматургом Александром Хмеликом основал детский юмористический киножурнал «Ералаш», где работал до конца своей жизни. Написал 11 сценариев для киножурнала, поставил ряд сюжетов в качестве режиссёра-постановщика, а также сыграл ряд ролей в качестве актёра, в некоторых сюжетах озвучил текст от автора.
В 1995 году на базе Киностудии имени Горького основал киностудию «Ералаш-Лэнд», а в 2005 году на базе киностудии основал киностудию «Ералаш».
Создатель документальных фильмов, автор проекта «Социальная реклама».
В 2008—2009 годах снял свой первый полнометражный художественный фильм «Крыша», вышедший на экраны в сентябре 2009 года.
С 2009 по 2010 год неоднократно был председателем жюри «Видеобитвы» на СТС. C 2013 года принимал участие в благотворительных проектах для детей-инвалидов Международного центра искусств Маргариты Майской «Арт-Изо-Центр».
В июле 2014 года Грачевский в качестве режиссёра приступил к производству драматического фильма «Между нот, или Тантрическая симфония» о поздней любви композитора с мировым именем и молодой девушки из глубинки. Главные роли сыграли Андрей Ильин и Янина Мелехова.
Автор сборника юмористических изречений «Идиотизмы».
В 2017 году — член жюри детского КВН на телеканале «Карусель».

### Смерть
21 декабря 2020 года у Бориса Грачевского диагностировали коронавирус; затем его госпитализировали, а позже перевели в реанимацию. 7 января режиссёра подключили к аппарату ИВЛ и ввели в состояние медикаментозного сна.
14 января 2021 года в 21:47 на 72-м году жизни Борис Грачевский скончался из-за осложнений, вызванных коронавирусом.
Церемония прощания прошла в Москве 17 января в Центральном Доме кино. Похоронен на Троекуровском кладбище.
14 января 2022 года, в годовщину смерти Бориса Грачевского, на его могиле был открыт памятник.

## Личная жизнь
- Первая жена — Галина Яковлевна Грачевская (род. 1 января 1948, прожил в браке почти 35 лет, с 1970 года[18]).
  - сын — Максим Борисович Грачевский (род. 9 декабря 1972) — бизнесмен, генеральный директор[19][20].
  - дочь — Ксения Борисовна Алеева-Грачевская (род. 20 июня 1979), работала в Ералаше, руководитель туристического агентства[18][21].
- Вторая супруга (с мая 2010 по февраль 2014) — Анна Евгеньевна Грачевская (Панасенко; род. 6 сентября 1986), вместе с мужем снималась в 2012 году в «Ералаше», в эпизоде № 268 «Крик», где он сыграл главную, а она — эпизодическую роль медсестры[3].
  - дочь — Василиса Борисовна Грачевская (род. 19 сентября 2012)[22].
- Третья супруга (с февраля 2016[23]) — Екатерина Белоцерковская (род. 25 декабря 1984) — актриса и певица[24].
  - сын — Филипп Борисович Грачевский (род. 8 апреля 2020)

Хотя не считал себя верующим человеком, но, прочитав в юности роман «Мастер и Маргарита» М. А. Булгакова, интересовался религиозными вопросами и посещал храмы, включая храм Гроба Господня в Иерусалиме. По собственным словам, в детстве часто встречался с патриархом Алексием I, проживавшим в доме рядом с его дедом, который, возвращаясь с литургии в Богоявленском соборе в Елохове, угощал детей конфетами.

## Общественная позиция
В марте 2014 года подписал письмо президенту России Владимиру Путину в поддержку возвращения Крыма, объяснив это так: «Сегодня на Украине увеличивается национализм со страшной силой, который я вообще ненавижу».
Неоднократно бывал в самопровозглашённой Донецкой Народной Республике, презентовал там свой фильм «Между нот, или Тантрическая симфония» и выступал на местных телеканалах.

## Фильмография

### Актёр
- 1969 — «Варвара-краса, длинная коса» — рука из тазика, напоминающая царю: «Должок!» (в титрах не указан)
- 2009 — «Крыша» — вице-мэр
- 2011 — «Мексиканский вояж Степаныча» — Ромеро Санчес
- 2017 — «Короткие волны» — сводник
- 2018 — «Красная Шапочка. Онлайн» — камео

#### Роли в киножурнале «Ералаш»
- 1975 — Выпуск № 3 (сюжет «English lesson (Урок английского)» — голоса чтеца на грампластинке и скворца
- 2010 — Выпуск № 246 (сюжет «Три желания»)[28] — джинн
- 2012 — Выпуск № 268 (сюжет «Крик»)[29] — директор пионерского лагеря

### Режиссёр
- 2009 — «Крыша»
- 2015 — «Между нот, или Тантрическая симфония»

#### Режиссёр сюжетов «Ералаша»
- 2002 — Выпуск № 151 (сюжет «Прощай оружие»)
- 2002 — Выпуск № 152 (сюжет «Учиться, учиться и ещё раз учиться!»)
- 2004 — Выпуск № 170 (сюжет «Чувствительная натура»)
- 2004 — Выпуск № 177 (сюжет «Тяжёлый рок-урок»)

### Сценарист
- 2009 — «Крыша»
- 2015 — «Между нот, или Тантрическая симфония»

#### Автор сценариев к сюжетам «Ералаша»
- 1997 — Выпуск № 122 (сюжет «Дорогие россияне»)
- 2002 — Выпуск № 159 (сюжет «Я иду искать!»)
- 2003 — Выпуск № 162 (сюжет «Тихий час»)
- 2004 — Выпуск № 162 (сюжет «Боевой дух»)
- 2004 — Выпуск № 177 (сюжет «Тяжёлый рок-урок»)

## Награды
- Орден Почёта (20 марта 2009 года) — за большие заслуги в развитии отечественного кинематографического искусства и многолетнюю творческую деятельность.[30]
- Орден Дружбы (23 августа 2019 года) — за большой вклад в развитие отечественной культуры и искусства, многолетнюю плодотворную деятельность.[31]
- Почётное звание «Заслуженный деятель искусств Российской Федерации» (26 июля 2000 года) — за заслуги в области искусства.[32]
- Премия Правительства Российской Федерации 2010 года в области культуры (17 декабря 2010 года) — за создание детского юмористического киножурнала «Ералаш».[33]
- Благодарность Министра культуры и массовых коммуникаций Российской Федерации (21 декабря 2004 года) — за сохранение и приумножение лучших традиций отечественной культуры и в связи с 75-летием Центрального Дома работников искусств.[34]
- Почётная грамота Московской городской думы (20 февраля 2019 года) — за заслуги перед городским сообществом.[35]
- Обладатель приза «Золотой овен», двукратный обладатель «Золотого Остапа».